# ۱۰۰۱ شب (فیلم)
۱۰۰۱ شب (فرانسوی: Les Mille et Une Nuits‎) فیلمی در ژانر فانتزی و ماجرایی است که در سال ۱۹۹۰ منتشر شد. از بازیگران آن می‌توان به کاترین زتا جونز، ژرار ژونیو، آلفردو پئا و ویتوریو گاسمن اشاره کرد.